# Fabrozaur
Fabrozaur (Fabrosaurus australis) – mały, dwunożny, roślinożerny dinozaur z rodziny fabrozaurów (Fabrosauridae).
Znaczenie jego nazwy – jaszczur Jeana Fabre'a, na cześć Jeana Fabre'a
Żył w okresie późnego triasu i wczesnej jury (ok. 200-191 mln lat temu) na terenach południowej Afryki (Basutorand).

Osiągał ok. 1 m długości, wysokość ok. 30 cm, masa ok. 7 kg. Jego szczątki znaleziono w Lesotho.
Znany jedynie na podstawie kilku zębów i fragmentu szczęki. Może być tożsamy z lepiej poznanym lesotozaurem.